# Dialetto brianzolo
Il dialetto brianzolo (nome nativo dialett brianzoeu) è l'insieme delle varietà occidentali della lingua lombarda parlate in Brianza; è classificato come subdialetto del milanese.

## Storia
Nel periodo romano, il latino è stato deformato dal sostrato celtico, in quanto gli abitanti della zona erano insubri lambrani romanizzati. Nel medioevo ha ricevuto influsso dalle lingue circostanti (superstrato: longobardo, lingue germaniche, celtiche).
Poi le dominazioni spagnola, francese e austriaca hanno lasciato notevoli tracce nella lingua. Il francese ha contaminato specialmente il milanese, per la maggiore apertura cittadina, il quale ha a sua volta influenzato i dialetti circostanti.
A partire dalla fine dell'Ottocento, tutte le lingue d'Italia hanno ricevuto un piccolo influsso da parte della lingua italiana, a causa della crescente diglossia (compresenza di italiano e lingua locale), causando, nelle generazioni più giovani, delle perdite del lessico originario.
Nel 1955 il regista Ermanno Olmi gira il cortometraggio "il Pensionato" con un dialogo tutto in dialetto brianzolo, tra i due protagonisti, per accentuare il realismo della vicenda narrata nel filmato.

## Caratteristiche
(Francesco Cherubini, Vocabolario milanese-italiano, Vol. 5, pag.289-290)
Carlo Salvioni, nel suo Fonetica del dialetto moderno della città di Milano (1884), annota di passaggio una decina di caratteristiche fonetiche dell'idioma brianzolo, tra cui la possibilità di volgere verbi della terza declinazione alla quarta (n. 48) e la tendenza alla posteriorizzazione della "a" nasale; in generale, egli riscontra in esso una conservatività superiore rispetto al milanese e – sempre nel confronto con il dialetto della città – ne mette in luce la maggior varietà interna, specchio di una società più stratificata e tradizionale.
Una contrapposizione voluta fra dialetto milanese e quello brianzolo è stata riscontrata da Gianfranco Ravasi nelle desinenze dialettali con cui si esprimono i due protagonisti (padrone e servo) della lirica Trattenimento dell'autore in villa scritta nel 1690 da Carlo Maria Maggi e nelle sue successive commedie.
Francesco Cherubini letterato e studioso delle letteratura milanese nel 1857 aggiunse un quinto volume, ai quattro precedentemente scritti del suo vocabolario milanese italiano, dedicato al brianzolo, da lui descritto come un suddialetto del milanese, suddivisione richiamata da Carlo Salvioni trent'anni dopo all'incirca.

## Estensione geografica
(Francesco Cherubini, Vocabolario milanese-italiano, Vol. 5, pag.289)
Il dialetto brianzolo presenta distinzioni determinate dall'estensione geografica e dall'influenza delle maggiori città su cui gravita la Brianza:
- nell'Alta Brianza orientale, appartenente alla Provincia di Lecco, nelle zone del Meratese, del Casatese e dell'Oggionese, dove subisce l'influenza del dialetto bergamasco;[13]
- nell'Alta Brianza occidentale, appartenente alla Provincia di Como, nelle zone del Canturino, dell'Erbese[14], del Canzese[15] e della Valassina, dove subisce l'influenza del dialetto comasco;[13]
- nella Bassa Brianza ex provincia di Milano, che adesso costituisce - a grandi linee - la Provincia di Monza e della Brianza[16], dove conserva maggiori similitudini con il dialetto milanese urbano.[13]

## Alcuni testi

### Ona novella del Boccasc
Giovanni Papanti, seguendo l'esempio del fiorentino Leonardo Salviati, membro dell'Accademia della Crusca il quale nel 1586 riunì dodici versioni dialettali (bergamasco, veneziano, friulano, istriano, padovano, genovese, mantovano, milanese, napoletano, bolognese, perugino e fiorentino) della novella nona della prima giornata del "Decamerone", tre secoli più tardi, nel 1875, pubblicò un volume dal titolo "I parlari italiani in Certaldo alla festa del V Centenario di messer Giovanni Boccacci" con 704 versioni della novella, tra cui quelle di tre dialetti della Brianza.

#### Dialetto di Erba
Disi donca ch'al temp dol primm re de Zipro, dopp che Goffred de Buglion l'ha vengiuu la Terra Santa, l'è capitaa che ona gran sciora del paes de Gascogna l'è andada a visità ol Sepolcher e, tornand indree, appena l'ha mettuu pee in Zipro, l'è stada maltrattada da cert barabba degn de galera. Foeura de lee per ol magon de no avèggh nanca on can che l'agiutàss, l'ha pensaa ben d'andà dal re a dimandàggh giustizzia; ma quaichedun gh'ha ditt che la trava via ol fiaa, perché lù l'eva on omm inscì flosc e mal in gamba, che non solament no 'l faseva minga giustizzia a quij ch'even staa ingiuriaa, ma senza pont d'onor ol buttava 'dree di spall tucc i despett che la gent ghe faseven a lù; sicché tucc quij che gh'aveven on quai despiasè se sfogaven contra de lù svergognadol. La donna, sentuu 'sti bei coss, col magon de no podess refà, per consolàss on poo del sò despett l'ha risolvuu de andà a inzigà la poltronaria de 'sto re e, andandeggh innanz coi lagrem ai oeugg, la gh'ha ditt: "Ol mè scior, mì vegni minga da tì perché specci d'avèggh soddisfazion di ingiurii che m'hann faa; ma, per sollevàmm on poo, te preghi d'insegnàmm come te feet tì a no badàggh a quij che, come senti, te fann a tì; inscì impararoo anca mì a rassegnàmm in santa pas a la mia che, le sa ol Signor, come te la regalaria volontera a tì, già che te gh'heet i spall gross assee per portàlla!". Ol re, che fin allora l'eva staa come indormentaa, l'ha paruu dessedàss e, scomenzand a gastigà de bon pes quij che aveven trattaa de villan 'sta donna, l'è doventaa fier e senza misericordia con tucc quij che dopp d'allora gh'avessen 'biuu coragg de mancà de respett a la sò corona.

#### Dialetto di Missagliola (frazione di Missaglia)
Disi donca che ai temp del primm re de Cipri, dopo che 'l Gottifrè de Buglion l'ha conquistaa la Terra Santa, l'è capitaa che una bella donna de Guascogna l'era andada in pellegrinagg al Sepolcher e, tornand indree, prima de rivà in Cipri l'ha trovaa una compagnia de scellerati mascalzoni che hann avuu el coragg de oltraggiàlla. Lee, naturalment, nò podend dàss pas de l'offesa ricevuda, l'ha pensaa de ricorr al re per avèggh una soddisfazion; ma gh'è staa gent che l'hann visada che la perdeva el temp e la fadiga, che 'l re l'era un lifrocch senza voeuja de fà ben e che 'l sarav staa l'ultim di sò penser quell de vendicà l'onor di sò suddit; lù, che 'l se lassava vegnì coi pee sul coll de tucc senza sbrottà! Allora lee, sentend inscì, desperand de podèss vendicà, la s'è risolta, tant per fà quaicossa, de andà del re a rinfacciàggh i soeu viltà. Difatti la va, la ghe se presenta denanz piangend e la ghe dis: "Oh, el mè scior! Cred minga che vegna a seccàtt la gloria per ottegnì giustizia de la balossada che m'hann faa ma, per mia soddisfazion, te preghi domà d'insegnàmm come te feet tì a mandà giò senza scomponnet tutt quij infamità che senti a dì, che te fann semper; inscì almen impararò anca mì a sopportà con pazienza la mia disgrazia, che Dio sa cossa pagaria a savè fà oreggia de mercant come te feet tì!". El re, che fina allora l'era staa pigher e senza pontili, a 'sti paroll el s'è comè dessedaa d'un sogn e, cont una forza de sciavatt tutta noeuva, l'ha vendicaa l'ingiuria fada a quella povera donna, e dopo d'allora nissun ghe la podeva fà che, ovei!, al minim insult che ghe fasevan a la sua corona, el casciava foeura i griff comè un leon.

#### Dialetto di Proserpio
Scià che ve la cuntaroo. Ai temp del primm re de Cipri, dopp che Gottifrè de Buglione l'eva faa la conquista de la Terra Santa, ona bella sciora de Guascogna, che l'eva faa ol viagg par vidè ol Santo Sepolcro, la tornava in scià e l'eva ruvada a Cipri. Là la s'è imbattuda con di villanoni che gh'hann faa di scherz minga bei; e lee, 'sta sciura, inscì mai travajada, gh'è vegnuu in del coeur de rimostràss al re; ma gh'è ben staa l'omm che gh'ha dii che la trava via ol temp par nigott; perché ol re l'eva on omm inscì poch de ben che, denanz che fà giustizzia ai olter, el gh'eva gnanca ol coragg de fà vendetta de quell che ghe pertoccava a lù; e se on pover omm el nava a lumentàss d'on quai dintort, l'eva inguaa de dàggh el gust a lù de colmà el stee. 'Sta sciora, a sentì costù, siccome l'ha comprenduu che l'eva inutel a vorèlla toeu con quij baloss, in allora, tant par consolàss on poo lee, l'ha volsuu fàgghela a ol re. E la ghe s'è ripresentada e la s'è missa a piangg, e l'ha gh'ha dii:"Ol mè scior, mì gh'hoo golza a vegnì denanz a vuscioria, minga perché mì speccia ona vendetta del dintort che m'hann faa a mì; ma, tant par spazzàss via on poo del dispiasè, son tant de recomandàss de fàmm la bona grazia de fàmm imprend come fee vù a mett ol vost coeur in pas e portà tanta pascienza tucc i voeult che v'en fan vuna a vù, che ve 'n fann tanci, almanca per quell che se sent intorna; che mì 'sta voeulta boeugna che imprenda de vù, perché l'è buttada tant grossa che, ve 'l disi dal bon (e al le sa Quell là volt, che 'l lengg in del mè coeur), ve la regalariss propri a vù, de tant che sii bravo a scurlìi giò". Ol re, che l'eva sempro staa quas incantaa, a sentì 'sto detto, l'è pars che 'l se dessiass; e, subet al present de 'sto success chì, l'ha comenzaa a fà ona gran vendetta; e poeu, andanden innanz, l'è duventaa propri cattiv desformaa per tucc quij che tenteven de fà on dintort a l'onor de lù o del sò trono.